# Núi Thủng

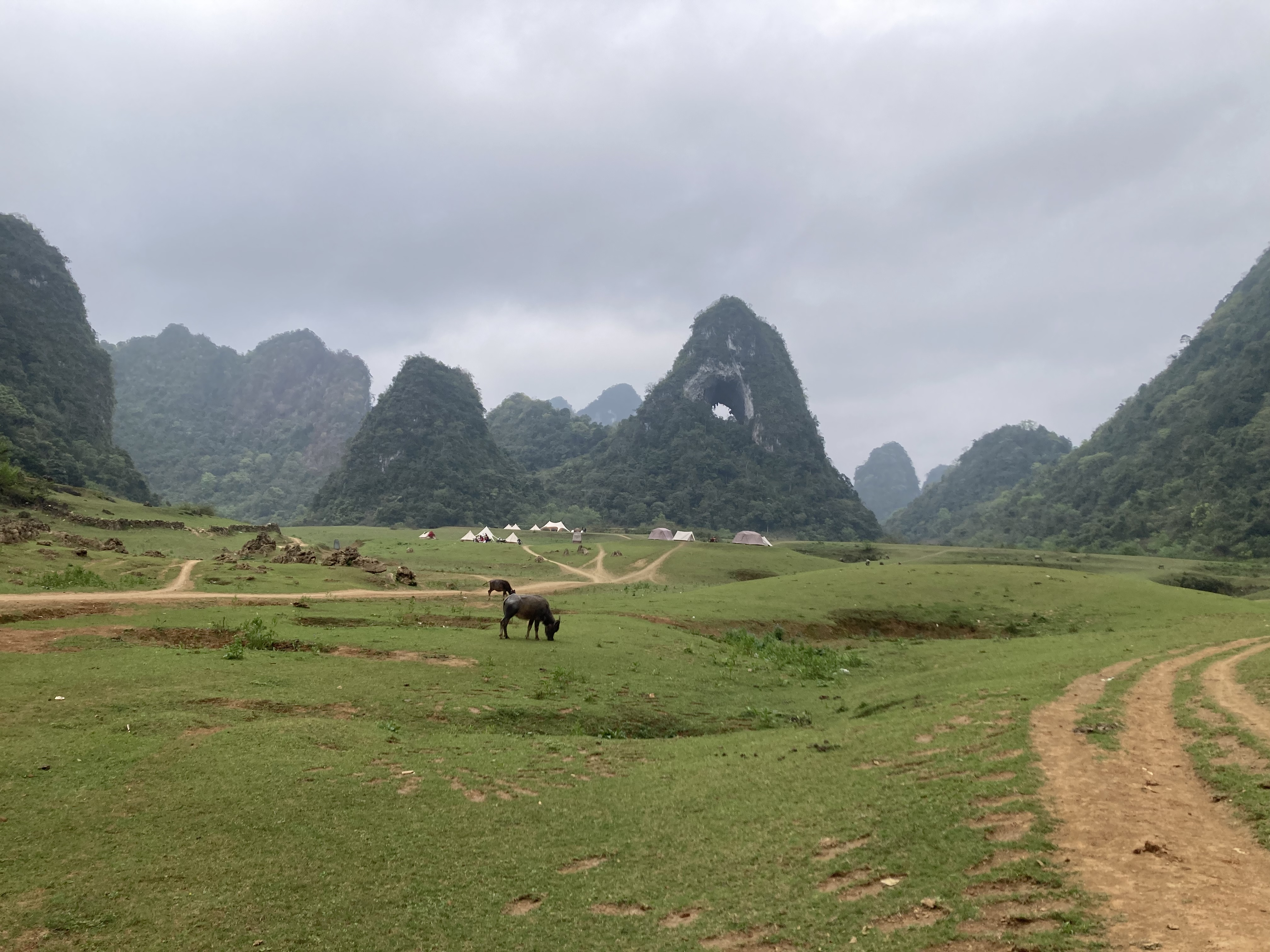
Núi Thủng nhìn từ xa

Núi Thủng (tiếng Tày: Phja Piót) là một ngọn núi nhỏ ở Cao Bằng, nằm trong Công viên địa chất Non nước Cao Bằng. Ngọn núi này có một cái hang lớn tên là Phia Lông xuyên qua thân núi, khiến cho ánh sáng Mặt trời khi chiếu vào núi từ bên kia có thể thấy được khi nhìn ở vị trí đối diện. Do đó, nó còn được gọi là núi Mắt Thần. Trong tiếng Tày, tên núi Phja Piót nghĩa là "cái núi bị thủng một lỗ, dùi xuyên qua như để gió lùa thông thống bên nọ sang bên kia".

## Mô tả
Núi Thủng nằm tại xóm Bản Danh, xã Quốc Toản, huyện Quảng Hoà. Núi nằm về phía bắc Thành phố Cao Bằng. Theo đường Quốc lộ 3 khoảng 20 km đến đèo Mã Phục, sau đó rẽ vào Tỉnh lộ 205, chạy khoảng 10 km theo tỉnh lộ này rồi nối tiếp một con đường nhỏ hơn là đến núi Thủng. Núi nằm trong quần thể danh lam thắng cảnh hồ Thang Hen, một quần thể 36 hồ nước liên thông nhau, đan xen với núi. Quần thể chủ yếu thuộc xã Cao Chương, huyện Trùng Khánh và xã Quốc Toản, huyện Quảng Hòa. Núi Thủng còn có các tên gọi khác là Mắt Thần Núi, núi Mắt Thần, núi Mắt Rồng.
Núi Thủng là ngọn núi đá vôi cao khoảng 100 m, nằm giữa một thung lũng cạnh hồ Nậm Trá. Hang xuyên qua lòng núi chỗ rộng nhất có đường kính là 50 m, cao 45 m. Bao phủ núi là rừng cây, nghiến là loài cây phổ biến trong lòng hang núi. Mưa trên vùng núi kéo dài từ tháng 4 đến tháng 8. Đặc điểm thủy lưu khu vực là các dòng chảy bề mặt là các con suối và các dòng chảy ngầm, nước có thể dâng và rút rất nhanh.

## Lịch sử
Theo các nhà địa chất, núi là một hang khô, có tuổi hình thành hơn 300 triệu năm trước. Sau đó, do vận động kiến tạo mà hang được nâng lên. Các vận động này cũng nâng các khu vực xung quanh tạo thành các khối núi dạng tháp và dạng nón đan xen các hồ nước ở độ cao chung 650–700 m.
Núi Thủng nằm trong một khu vực núi-hồ Thang Hen vào năm 2016 được Viện Khoa học Địa chất Khoáng sản thuộc Bộ Tài nguyên Môi trường đánh giá "di sản địa chất có giá trị và ý nghĩa quốc tế". Do 36 hồ nước trong khu vực có cơ chế "khi đầy khi vơi", là hiện tượng hiếm gặp ở các vùng karst trên thế giới.
Núi đã được Bộ Văn hóa, Thể thao và Du lịch xếp hạng Danh lam thắng cảnh quốc gia theo Quyết định số 1988/QĐ-BVHTTDL ngày 29/6/2021.

## Dân cư
Dân địa phương là người Tày, họ sống ở xóm Bản Danh gần núi. Khu định cư này đã có từ rất xa xưa. Đời sống người dân chủ yếu bằng nông nghiệp và buôn bán khoai lang, bắp, rau củ, cá tươi,...Thung lũng xung quanh núi là đồng cỏ được dân địa phương chăn thả gia súc, gồm trâu, bò, ngựa. Vào mùa mưa từ tháng 6 đến tháng 8, lòng hồ Nậm Trá nước dồi dào, mặt nước có thể rộng lên đến 15 ha, người dân địa phương dùng bè mảng, thuyền nan ra hồ giăng lưới đánh bắt cá. Họ cũng chuyên chở khách du lịch "phượt" để lấy tiền công, cũng như buôn bán hàng hóa cho khách.

## Các núi thủng khác
Núi Thủng không phải là ngọn núi duy nhất trong khu vực có dạng thủng xuyên qua núi, còn nhiều ngọn núi khác trong cùng khu vực có tình trạng địa chất và hình dạng tương tự. Tuy nhiên đến nay chúng vẫn chưa được khám phá đầy đủ.

### Sách
- Nguyễn Thiên Tứ (2011). Dư địa chí văn hoá truyền thống huyện Hoà An-tỉnh Cao Bằng. Nhà xuất bản Văn hóa thông tin. OCLC 852681462.